# Pavla Golasowská
Pavla Golasowská (* 18. května 1964 Třinec) je česká politička, od prosince 2014 poslankyně Poslanecké sněmovny PČR, od roku 2010 zastupitelka města Třinec (od roku 2022 také náměstkyně primátorky), členka KDU-ČSL.

## Život
Během rodičovské dovolené vystudovala obor křesťanská výchova na Cyrilometodějské teologické fakultě Univerzity Palackého v Olomouci. Později absolvovala obory charitativní a sociální práce na CARITAS – Vyšší odborné škole sociální Olomouc.
Učila náboženství na školách v Třinci a Oldřichovicích. Od roku 2004 působila ve Slezské diakonii v Třinci, naposledy jako vedoucí poradny Elpis pro oběti domácího násilí a sociálně aktivizačních služeb pro rodiny s dětmi v obtížné životní situaci (problémy s návykovými látkami, domácí násilí, apod.). Její specializací je rodinná a sociální politika a ochrana obětí domácího násilí.
Pavla Golasowská je vdaná, má šest dětí. Žije v Třinci, konkrétně v městské části Oldřichovice.
Její děti Jakub a Kateřina Golasowští jsou také členy KDU-ČSL a v komunálních volbách 2022 neúspěšně kandidovali do zastupitelstva města Třinec.

## Politické působení
Od roku 2009 je členkou KDU-ČSL.
Do politiky se pokoušela vstoupit, když v komunálních volbách v roce 1998 kandidovala jako nestranička za KDU-ČSL do Zastupitelstva města Třinec, ale neuspěla. Nepodařilo se jí to ani ve volbách v roce 2006. Městskou zastupitelkou se stala až po volbách v roce 2010, kdy už jako členka KDU-ČSL byla lídryní strany na třinecké kandidátce (působila v bytové komisi a v komisi sociálně právní ochrany dětí). V komunálních volbách v letech 2014 a 2018 mandát zastupitelky města za KDU-ČSL obhájila. V komunálních volbách v roce 2022 kandidovala do zastupitelstva Třince jako lídryně kandidátky KDU-ČSL. Mandát zastupitelky města se jí podařilo obhájit. Dne 4. listopadu 2022 byla zvolena náměstkyní primátorky města.
V krajských volbách v roce 2012 kandidovala za KDU-ČSL do Zastupitelstva Moravskoslezského kraje, ale neuspěla.
Ve volbách do Poslanecké sněmovny PČR v roce 2010 kandidovala za KDU-ČSL v Moravskoslezském kraji, ale neuspěla. O tři roky později ve volbách v roce 2013 kandidovala v témže kraji na 5. místě kandidátky KDU-ČSL. Vlivem preferenčních hlasů se sice posunula na konečné 3. místo, ale protože strana získala v kraji jen 2 mandáty, stala se pouze první náhradnicí. Když však 8. prosince 2014 rezignoval na svůj mandát Tomáš Podivínský, který se stal velvyslancem České republiky v Německu, nahradila jej v Poslanecké sněmovně PČR.
Ve volbách do Senátu PČR v roce 2016 kandidovala za KDU-ČSL v obvodu č. 73 – Frýdek-Místek. Se ziskem 16,41 % hlasů postoupila z druhého místa do druhého kola, v němž prohrála poměrem hlasů 26,64 % : 73,35 % s kandidátem hnutí OBČANÉ SPOLU – NEZÁVISLÍ („OSN“) Jiřím Cieńciałou. Senátorkou se tak nestala.
Ve volbách do Poslanecké sněmovny PČR v roce 2017 byla lídryní KDU-ČSL v Moravskoslezském kraji. Získala 3 686 preferenčních hlasů, a obhájila tak mandát poslankyně.
Ve volbách do Poslanecké sněmovny PČR v roce 2021 kandidovala z pozice členky KDU-ČSL na 2. místě kandidátky koalice SPOLU (tj. ODS, KDU-ČSL a TOP 09) v Moravskoslezském kraji. Získala 11 045 preferenčních hlasů a byla znovu zvolena poslankyní.

## Ocenění
Roku 2024 jí bylo udělena Medaile skautské vděčnosti.